# Municipio de Burr Oak (condado de Winneshiek)
El municipio de Burr Oak (en inglés: Burr Oak Township) es un municipio ubicado en el condado de Winneshiek en el estado estadounidense de Iowa. En el año 2010 tenía una población de 487 habitantes y una densidad poblacional de 6,28 personas por km².

## Geografía
El municipio de Burr Oak se encuentra ubicado en las coordenadas 43°27′47″N 91°54′41″O / 43.46306, -91.91139. Según la Oficina del Censo de los Estados Unidos, el municipio tiene una superficie total de 77.51 km², de la cual 77,45 km² corresponden a tierra firme y (0,07 %) 0,05 km² es agua.

## Demografía
Según el censo de 2010, había 487 personas residiendo en el municipio de Burr Oak. La densidad de población era de 6,28 hab./km². De los 487 habitantes, el municipio de Burr Oak estaba compuesto por el 98,77 % blancos, el 0,21 % eran asiáticos, el 0,82 % eran de otras razas y el 0,21 % eran de una mezcla de razas. Del total de la población el 1,03 % eran hispanos o latinos de cualquier raza.